# Liste der denkmalgeschützten Objekte in Frauental an der Laßnitz
Die Liste der denkmalgeschützten Objekte in Frauental an der Laßnitz enthält die 5 denkmalgeschützten, unbeweglichen Objekte der österreichischen Gemeinde Frauental an der Laßnitz im steirischen Bezirk Deutschlandsberg.

## Denkmäler
| Foto |                 | Denkmal                                                                          | Standort                                    | Beschreibung | Metadaten |
| ---- | --------------- | -------------------------------------------------------------------------------- | ------------------------------------------- | --- | --- |
| ja   | Datei hochladen | Gemeindeamt HERIS-ID: 7463 Objekt-ID: 3398                                       | Schulgasse 1 Standort KG: Laßnitz           | Der Bau ist ein einstöckiges Verwaltungsgebäude aus dem 19. Jahrhundert mit einem Dachreiter (Uhrturm). Er war ursprünglich das Messingverweserhaus der Messingfabrik in Frauental, danach Hotel. Der Dachreiter wurde 2018 abgenommen, vollständig restauriert und am 17. Oktober 2018 wieder an seine alte Stelle gesetzt. Er erhielt eine neue Unterkonstruktion, neue grüne Blechschindeln und teilweise mit Blattgold geschmückte Verzierungen. Auch die Uhr wurde technisch erneuert. Bei den Erneuerungsarbeiten fand man eine Steinurne mit einer Denkschrift aus dem Jahr 1889. Anmerkung: Das Gebäude liegt an der nördlichen Front des Hauptplatzes von Frauental auf einem Grundstück der EZ 104 KG 61034 Laßnitz. | BDA-Hist.: Q37963030 Status: § 2a Stand der BDA-Liste: 2025-06-30 Name: Gemeindeamt GstNr.: 601/2 Rathaus Gemeindeamt Frauental                                                   |
| ja   | Datei hochladen | Katholische Pfarrkirche Mutterschaft Mariens HERIS-ID: 7462 Objekt-ID: 3397      | Standort KG: Laßnitz                        | Die Kirche wurde 1954 erbaut, sie ist seit 1958 Pfarrkirche. Der Altar stammt aus der Spitalskirche in Bruck und ist aus dem 17. Jahrhundert, einige Bilder (Marienbild, Heiligenstatuen) stammen aus Osterwitz. Anmerkung: Die Kirche liegt auf einem Grundstück der EZ 172 KG 61034 Laßnitz. | BDA-Hist.: Q1390160 Status: § 2a Stand der BDA-Liste: 2025-06-30 Name: Katholische Pfarrkirche Mutterschaft Mariens GstNr.: .80/2 Pfarrkirche Frauental an der Laßnitz            |
| ja   | Datei hochladen | Grabhügel bei vlg. Höchkiegerl HERIS-ID: 12582 Objekt-ID: 8729                   | vlg. Höchkiegerl Standort KG: Laßnitz       | An der Fundstelle befinden sich ein großer und ein kleiner Grabhügel. Der große Hügel hat einen Durchmesser von rund 30 Metern, er ist vier Meter hoch. Dieser Hügel („Höchkiegerltumulus“) wird als Dromosgrab beschrieben, er enthielt einen kleinen gemauerten Bestattungsraum von 2 mal 2 Metern, zu dem ein ungefähr 2,5 Meter vorgelagerter Zugang (Dromos) führte. Die in ihm vorgenommene Bestattung wird auf das Ende des 3. oder den Beginn des 4. Jahrhunderts n. Chr. datiert (römische Kaiserzeit). Vor diesem Hügel wird durch Vergleich mit ähnlichen Grabanlagen eine etwa zwei Meter hohe Stele angenommen, deren Basis aufgefunden wurde. Die Ausstattung (Mauerwerk als Opus spicatum usw.) lässt auf eine höhere soziale Stellung der Bestatteten schließen. Dieser Stelenfuß wurde im Park beim Gemeindeamt Frauental aufgestellt. Im Hügel befand sich eine weitere Bestattung aus der Zeit um das 4. oder 5. Jahrhundert. Reste einer Bronzefibel werden als Hinweis auf die Bestattung einer Frau gedeutet. Die Grabanlage ist stark beschädigt und vollständig geplündert. Sie wurde (nachdem bereits die zusätzliche Beisetzung in der Antike Schäden verursachte) um 1930 nach heutigen Begriffen unsachgemäß geöffnet, wobei eine Reihe von Tongefäßen gefunden worden sein soll, deren Verbleib unbekannt ist. Weitere Schäden entstanden 1987 durch den Bau eines Weges, sodass bei einer Grabung 2000 nur Reste der Grabkammermauern und des Dromosbodens, Tonscherben und Holzkohlenreste aufgefunden wurden, die keine genaue Datierung oder detailliertere Erklärung der Gräber erlaubten. Diese Grabung umfasste nur das Fundstellenareal auf dem Grundstück 149/1. Der Grabhügel ist als Bodenerhebung sichtbar, er liegt in einem mit Wald und Gebüsch bedecktem Gebiet, in der Natur sind keine Details erkennbar. Anmerkung: Die Fundstelle liegt auf einem Grundstück der EZ 278 KG 61034 Laßnitz. Ihre nördliche Fortsetzung liegt auf den angrenzenden Grundstücken in der KG Niedergams im Ortsteil Bad Gams der Gemeinde Deutschlandsberg. | BDA-Hist.: Q38133689 Status: Bescheid Stand der BDA-Liste: 2025-06-30 Name: Grabhügel beim vlg. Höchkiegerl GstNr.: 149/1 Grabhügel Höchkiegerl Frauental und Bad Gams            |
| ja   | Datei hochladen | Bauernhaus HERIS-ID: 7471 Objekt-ID: 3406                                        | Oberberglastraße 10 Standort KG: Schamberg  | Das Haus ist das Wohnhaus eines Bauernhofes aus dem 19. Jahrhundert. Anmerkung: Das Haus liegt auf einem Grundstück der EZ 20 KG 61055 Schamberg. | BDA-Hist.: Q37963234 Status: Bescheid Stand der BDA-Liste: 2025-06-30 Name: Bauernhaus GstNr.: 634/5 Bauernhaus Oberberglastraße Frauental                                        |
| ja   | Datei hochladen | Bauernhaus vulgo Rotschädel/Erzherzog-Johann-Haus HERIS-ID: 7470 Objekt-ID: 3405 | Schambergerstraße 21 Standort KG: Schamberg | Das Gebäude ist das alte, nun ungenutzte Wohnhaus eines Bauernhofes aus der Mitte des 19. Jahrhunderts im Stil, in dem damals eine Vielzahl von bäuerlichen Wohnhäusern der Weststeiermark und in der Umgebung von Graz errichtet wurden. Die Bauweise wurde durch die damalige k. k. Landwirtschaftsgesellschaft gefördert. Diese Gesellschaft ist eine Vorläuferin der Landwirtschaftskammer, sie wurde 1819 auf Anregung von Erzherzog Johann gegründet. Die von ihr unterstützten Neubauten von Bauernhäusern werden danach auch „Erzherzog-Johann-Häuser“ genannt. Charakteristisch ist der portikusartig durch Säulen gestaltete überbaute Eingang. Anmerkung: Das Haus liegt auf einem Grundstück der EZ 42 KG 61055 Schamberg. | BDA-Hist.: Q37963174 Status: Bescheid Stand der BDA-Liste: 2025-06-30 Name: Bauernhaus vulgo Rotschädel/Erzherzog-Johann-Haus GstNr.: .12/1 Bauernhaus vulgo Rotschädel Frauental |